# New Bedford Whaling National Historical Park
Der New Bedford Whaling National Historical Park ist ein als National Historical Park ausgezeichneter Bereich des Stadtgebiets von New Bedford im Bundesstaat Massachusetts der Vereinigten Staaten, der formal vom National Park Service (NPS) verwaltet wird. Seit 1996 ist der Park im National Register of Historic Places eingetragen.

## Beschreibung
Der Park bietet mit seinen Gebäuden, Einrichtungen und Museen einen Einblick in die Geschichte der Stadt, die insbesondere im 19. Jahrhundert durch den Walfang reich und weltweit bekannt wurde. Neben dem Besucherzentrum Old Third District Courthouse sind der New Bedford National Historic Landmark District, das New Bedford Whaling Museum, die Kirche Seamen’s Bethel, der Schoner Ernestina sowie das William Rotch, Jr. House erwähnenswert.
Obwohl es sich um einen National Park handelt, befinden sich nur zwei Gebäude im Eigentum des NPS; die Verwaltung ist partnerschaftlich zwischen dem NPS, der Stadt New Bedford und privaten Eigentümern aufgeteilt. Der Park unterhält eine Partnerschaft mit dem Museum Iñupiat Heritage Center in Utqiagvik, Alaska, um an die mehr als 2000 Walfangfahrten von New Bedford in die westliche Arktis zu erinnern.